# 루이스 카를루스 페헤이라
루이스 카를루스 페헤이라(포르투갈어: Luiz Carlos Ferreira, 1958년 10월 22일, 미나스 제라이스 주 노바 리마 ~)는 루이지뉴(포르투갈어: Luizinho)로 알려진 브라질의 전직 축구 선수로, 현역 시절 수비수로 활약했다.

## 경력
1975년부터 1996년까지 현역 선수로 활약했던 그는 처음에 고향 노바 리마의 빌라 노바에서 축구를 시작했고, 이후 주도인 벨루 오리존치의 아틀레치쿠 미네이루로 이적해 1978년부터 1989년까지 활약하며 캄페오나투 미네이루를 8번 우승했다.
1989년부터 1992년까지는 포르투갈의 스포르팅 리스본에서 활약하다가 브라질로 복귀해 크루제이루에서 코파 두 브라지우 1993을 우승했고, 1994년에 캄페오나투 미네이루를 1번 더 우승했다.
또한 1980년 8월부터 1983년 6월까지 브라질 국가대표팀 경기에 32번 출전해 2골을 기록했다. 그는 스페인에서 열린 1982년 월드컵에서 브라질이 치른 5경기에도 출전했는데, 명경기 끝에 준결승전 진출이 좌절되었던 이탈리아와의 경기에도 출전했다. 루이지뉴는 최고의 활약을 펼친 중앙 수비수로서 대회의 선수단 명단에 이름을 올렸다.

## 수상

### 클럽
아틀레치쿠 미네이루
- 캄페오나투 미네이루: 1978, 1979, 1980, 1981, 1982, 1985, 1986, 1989

크루제이루
- 코파 두 브라지우: 1993
- 캄페오나투 미네이루: 1994

### 개인
- 볼라 지 프라타: 1980, 1987
- 월드컵 대회의 선수단: 1982